# 李暘
李暘（1475年—？），字乂脩，直隸真定府冀州棗強縣人，民籍，明朝政治人物。

## 生平
順天府鄉試第一百名舉人。弘治十八年（1505年）中式乙丑科會試第一百七十四名，三甲第六十八名進士。授河内县知县。

## 家族
曾祖李士忠；祖父李大亮；父李方。前母黎氏；前母郝氏；母魯氏。慈侍下。